# فینال‌های ان‌بی‌ای ۱۹۵۳
سری فینال‌های قهرمانی جهان ان‌بی‌ای ۱۹۵۳ دور قهرمانی اتحادیهٔ ملی بسکتبال (NBA) در فصل ۵۳–۱۹۵۲ می‌باشد. مینیاپولیس لیکرز به عنوان قهرمان منطقهٔ غرب در یک سری بهترین از هفت برابر نیویورک نیکس به عنوان قهرمان منطقهٔ شرق قرار گرفت. لیکرز با برد چهار بازی، در برابر یک برد رقیب، توانست پنجمین قهرمانی خود را در طی شش سال، از سال ۱۹۴۸، آخرین فصل حضور باشگاه در لیگ ملی بسکتبال، به‌دست بیاورد.
این پنج بازی در هفت روز انجام شد، از شنبه و یکشنبه، ۴ و ۵ آوریل، در مینیاپولیس بازی‌ها آغاز شد و در جمعهٔ همان هفته به پایان رسید. در این بین، دو بازی وسط هفته در شهر نیویورک به میزبانی نیکس برگزار شد. در مجموع مسابقات پس از فصل ۲۵ روز طول کشید که در آن مینیاپولیس ۱۲ بازی انجام داد، نیویورک نیز ۱۱ بازی انجام داد.

## خلاصه سری
| بازی   | تاریخ    | تیم مهمان        | نتیجه       | تیم مهمان        |
| ------ | -------- | ---------------- | ----------- | ---------------- |
| بازی ۱ | ۴ آوریل  | مینیاپولیس لیکرز | ۸۸–۹۶ (۰–۱) | نیویورک نیکس     |
| بازی ۲ | ۵ آوریل  | مینیاپولیس لیکرز | ۷۳–۷۱ (۱–۱) | نیویورک نیکس     |
| بازی ۳ | ۷ آوریل  | نیویورک نیکس     | ۷۵–۹۰ (۱–۲) | مینیاپولیس لیکرز |
| بازی ۴ | ۸ آوریل  | نیویورک نیکس     | ۶۹–۷۲ (۱–۳) | مینیاپولیس لیکرز |
| بازی ۵ | ۱۰ آوریل | نیویورک نیکس     | ۸۴–۹۱ (۱–۴) | مینیاپولیس لیکرز |

لیکرز برندهٔ سری ۴–۱